# Chez Azaïez
Chez Azaïez (arabe : عند عزيز) est une série télévisée humoristique tunisienne, en arabe tunisien, en trente épisodes de 25 minutes diffusée sur Tunisie 7 durant le mois de ramadan 2003.

## Synopsis
La série raconte l'histoire d'Azaïez, qui possède un petit magasin, ou comme il l'appelle « supérette », et qui souffre de difficultés dues à l'ouverture d'un nouveau supermarché à proximité de sa supérette.
Parmi les employés d'Azaïez figurent Sadok (ouvrier d'entrepôt), gourmand et qui cause des problèmes (conduisant Azaïez à le menacer à chaque fois de le licencier), Bahija (responsable de rayon), qui rêve de se marier malgré ses relations ratées et comiques, Moez à qui Azaïez confie plusieurs tâches et qui rêve de faire fortune, et Khedija (caissière) qui reste coincée dans l'ancienne noblesse de ses ancêtres.

## Distribution

### Personnages principaux
- Kamel Touati : Azaïez (propriétaire de la supérette)
- Zahira Ben Ammar : Khedija (caissière de la supérette)
- Kawther El Bardi : Bahija (responsable de rayon de la supérette)
- Sofiène Chaâri : Sadok (ouvrier d'entrepôt de la supérette)
- Fayçal Bezzine : Moez (ouvrier de la supérette)

### Personnages secondaires
- Ali Bennour : Hédi (facteur de la poste et ami d'Azaïez)
- Chedly Arfaoui : Hmed (époux de Khedija et chauffeur d'une camionnette 404 bâchée)
- Ikram Azzouz (ar) : Manoubi (propriétaire d'une friperie et ami d'Azaïez)

### Personnages invités
- Lotfi Abdelli : Namoussa (responsable du cybercafé de la supérette)
- Leila Chebbi : Habiba (épouse d'Azaïez)
- Zouhair Raies : Mehdi (fiancé de Bahija)
- Sihem Msadek : Manoubia (cliente régulière de la supérette)

## Fiche technique
- Scénario et dialogues : Hatem Bel Hadj
- Réalisation : Slaheddine Essid
- Musique du générique : Rabii Zammouri